# Sally Priesand
Sally Priesand, née le 27 juin 1946 à Cleveland en Ohio, est la première femme ordonnée rabbin aux États-Unis, et la seconde femme ordonnée rabbin dans le monde, après Regina Jonas.
Rabbi Priesand appartient au mouvement du judaïsme réformé.

## Premières années
Sally Jane Priesand est née en 1946 à Cleveland. Sa famille est membre du Beth Israel-West Temple, une congrégation réformiste. Adolescente, elle s'engage intensément dans le judaïsme et la vie juive. Elle participe à des groupes de jeunes et des camps d'été ; quand elle a 16 ans, elle décide de devenir rabbin. Elle est encouragée par ses parents et sa famille pour réaliser ses études rabbiniques.

## Collège rabbinique
En 1964, Priesand s'inscrit à l'Université de Cincinnati. Elle suit son programme d'étude conjointement avec le Hebrew Union College-Jewish Institute of Religion (HUC-JIR). Ceci lui permet de terminer la première année de l'école rabbinique, comme un cycle universitaire. En conséquence, lors de l'obtention de son diplôme de l'Université de Cincinnati en 1968, elle est admise à l'école rabbinique HUC-JIR.

## Ordination
Priesand est ordonnée rabbin le 3 juin 1972, par l'Hebrew Union College-Jewish Institute of Religion. Sa thèse rabbinique est publiée sous le titre Le judaïsme et la femme nouvelle (titre original en langue anglaise Judaism and the New Woman). Cette thèse souligne l'évolution du rôle des femmes dans l'histoire juive et a pour but de faire progresser leur émancipation dans la vie religieuse juive,. Le Rabbin Alfred Gottschalk effectue son ordination, faisant d'elle la première femme à être ordonnée aux États-Unis et la deuxième femme à être formellement ordonnée dans l'histoire millénaire de judaïsme. Le Rabbin Gottschalk déclare que l'ordination de Priesand est «historique», que cette ordination brise les stéréotypes sexistes et permet à des femmes juives d'envisager le rabbinat. Il souligne que ceci est un des efforts du judaïsme à réaliser «l'égalité des femmes dans la congrégation de l'Éternel ». Priesand pleure quand Rabbi Gottschalk lui remet son certificat d'ordination.

## Vie rabbinique

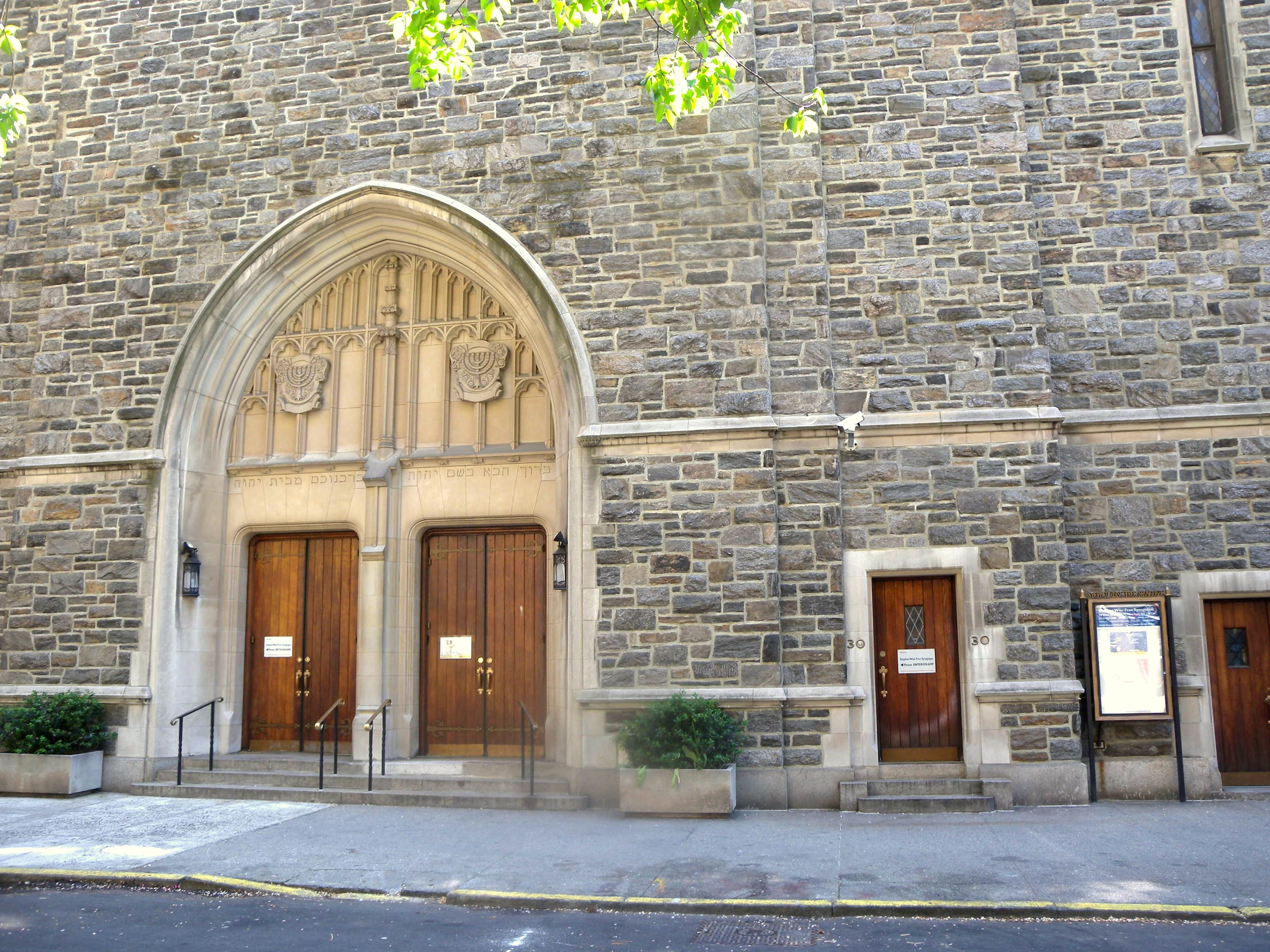
La Stephen Wise Free Synagogue est située au 30 West 68th Street à New York aux États-Unis

Après l'ordination, la Rabbi Priesand accepte un poste à la Stephen Wise Free Synagogue à New York. Elle y travaille pendant sept ans, d'abord comme rabbin adjoint, puis comme rabbin associé. Puis de 1979 à 1981, elle est le rabbin du Temple Beth El Elizabeth au New Jersey , et travaille également comme rabbin à l'Hôpital Lenox Hill, à Manhattan. En 1981, elle devient chef spirituel du Monmouth Reform Temple à Tinton Falls au New Jersey. Elle y travaille jusqu'à sa retraite en juin 2006 après 25 années de service à cette congrégation,.
Durant son rabbinat, le Monmouth Reform Temple devient un leader dans la lutte contre l'alcool au volant, et crée un fonds permanent pour les personnes sans-abri avec un Centre de dépannage pour la nourriture. Rabbi Priesand institue une journée annuelle Mitzvah de bénévolat de bienfaisance. Par ailleurs, Rabbi Priesand sert au Conseil exécutif de la Conférence centrale des rabbins américains et à l'Union pour le judaïsme réformé. En 2007, elle a invité ses collègues rabbins femmes de toutes branches du judaïsme à faire don de leurs papiers personnels à l'American Jewish Archives afin de documenter l'histoire des femmes au rabbinat.

## Vie actuelle
Rabbi Priesand vit à Ocean Township au New Jersey. Sa vie de retraitée comporte des activités de photographie et d'aquarelle abstraite. Elle expose chaque année ses essais photographiques et ses aquarelles au festival des arts du comté de Monmouth. Elle a encore un rôle de leadership dans la Jewish Federation of Greater Monmouth County, Planned Parenthood of Central New Jersey, au Centre d'Etudes de l'Holocauste à Brookdale Community College.

## Distinctions
Le 23 avril 2009, elle reçoit le prestigieux prix Elizabeth Blackwell. Le Dr Elizabeth Blackwell (1821-1910) fut la première femme en Amérique à recevoir le doctorat en médecine, et le Prix Elizabeth Blackwell est donnée par le Hobart & William Smith College à une femme dont la vie incarne un service exceptionnel à l'humanité.
En 2010, en l'honneur de son 125e anniversaire, le Magazine Good Housekeeping la nomme l'une des 125 femmes qui ont changé nos vies et notre monde.

## Source
- (en) Cet article est partiellement ou en totalité issu de l’article de Wikipédia en anglais intitulé « Sally Priesand » (voir la liste des auteurs).